# Sails de San Diego
Les Sails de San Diego (en anglais : San Diego Sails), plus connus sous le nom des Conquistadors de San Diego, sont un club franchisé américain de basket-ball de la ville de San Diego faisant partie de l'American Basketball Association. La franchise a disparu le 12 novembre 1976, lors de la dernière saison de la ABA (qui fusionnera avec la NBA), saison qu'elle ne terminera donc pas.

## Historique

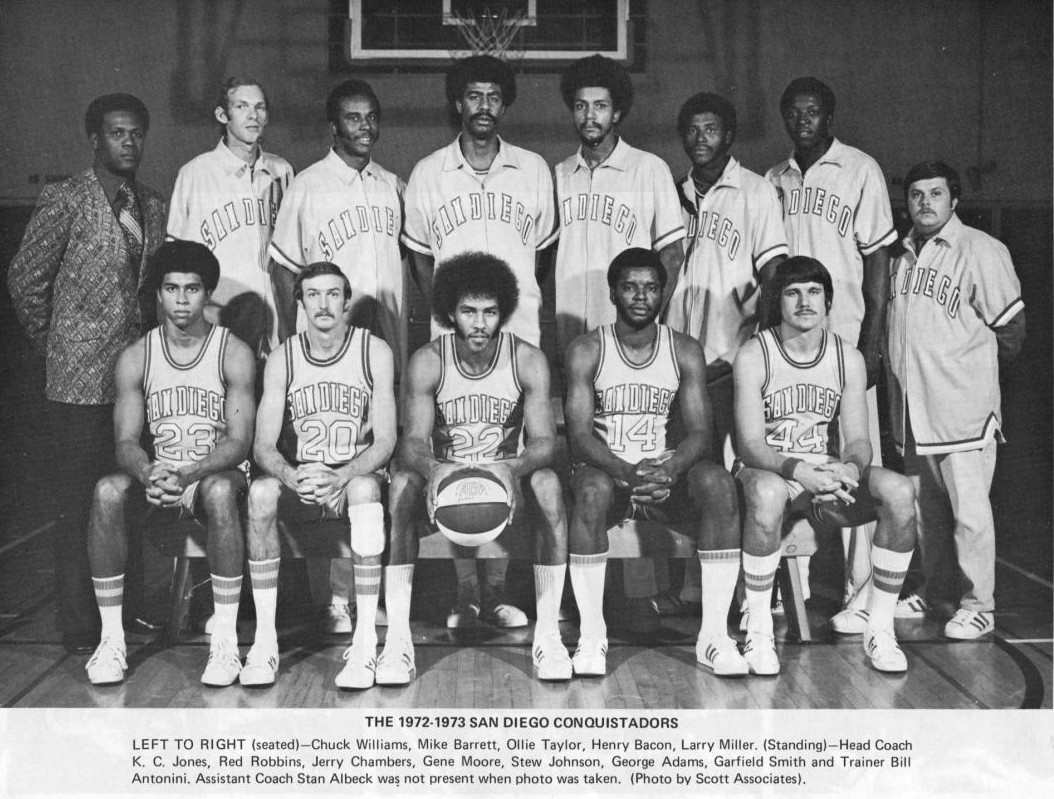
L'équipe 1972-1973 des Conquistadors de San Diego

## Noms successifs

Le logo des Conquistadors

- 1972-1975 : San Diego Conquistadors
- 1975-1976 : San Diego Sails

## Entraîneurs successifs
- 1972-1973 :  K.C. Jones
- 1973-1974 :  Wilt Chamberlain
- 1974-1975 :  Alex Groza puis  Beryl Shipley
- 1974-1975 :  Bill Musselman